# Ranunculus acaulis
Ranunculus acaulis là một loài thực vật có hoa trong họ Mao lương. Loài này được DC. miêu tả khoa học đầu tiên.